# 暗房

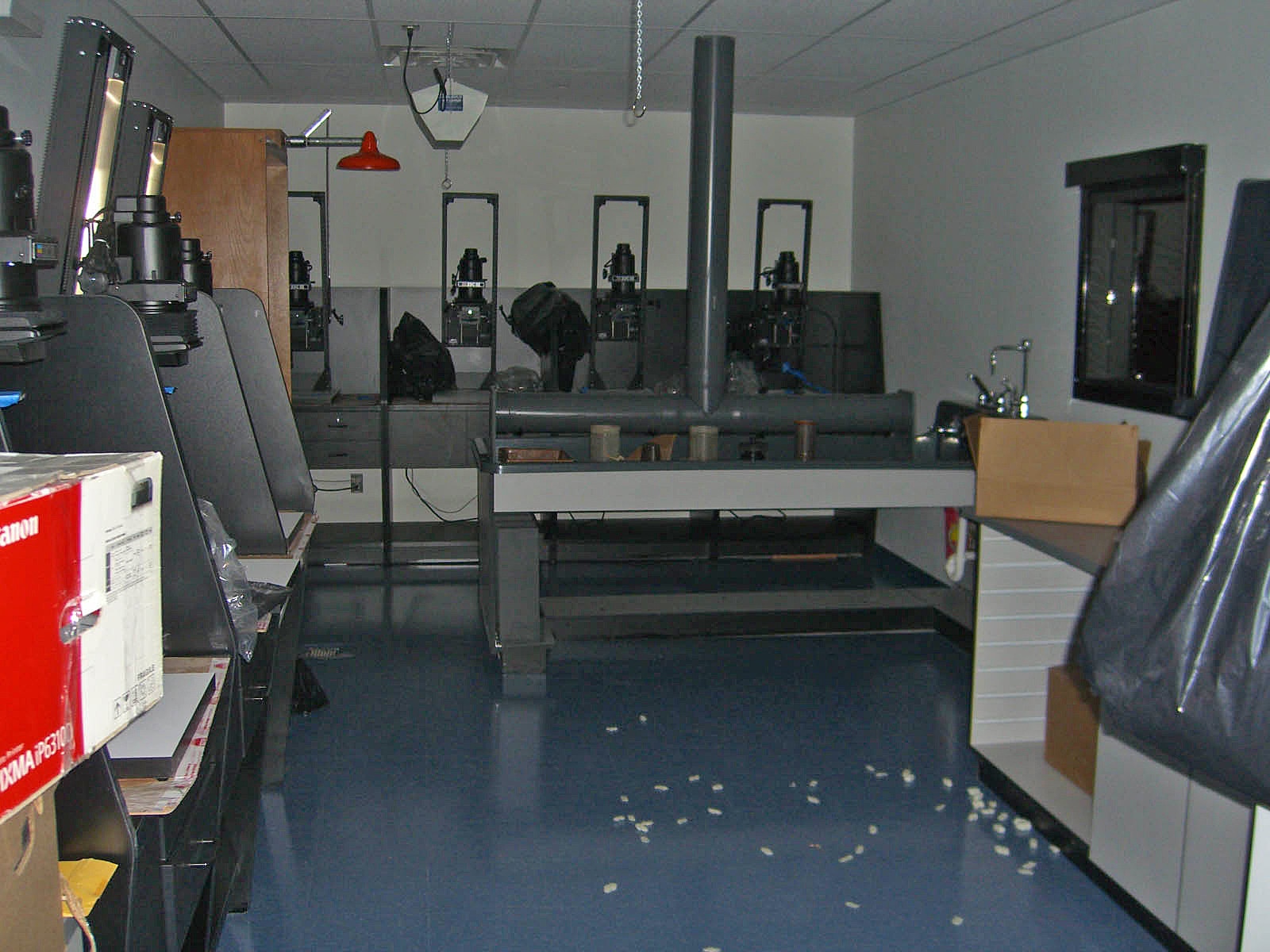
學校內的暗房，這是攝影教室的一部分

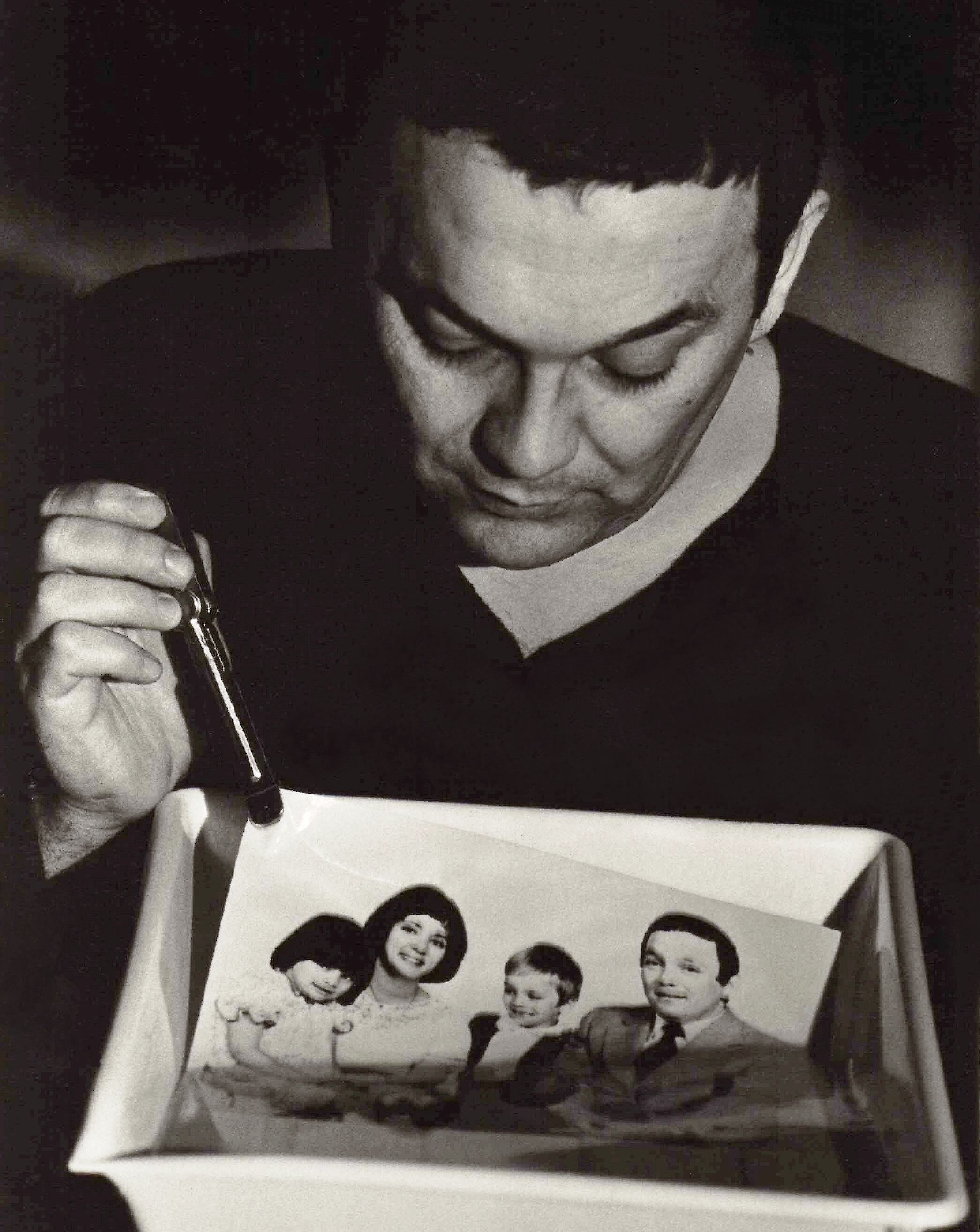
在暗室

暗房（英語：darkroom），是一個可完全黑暗的房間，專用於處理對光敏感的感光材料，包括攝影用的底片和相紙。暗房被建立與使用於攝影，大約始於1800年代初期。暗房內以不會造成感光材料曝光的安全燈為照明器材。
暗房有很多不同的形式，從以黑白風景照聞名的美國攝影家安塞尔·亚当斯（Ansel Adams）所使用之空房間，到美國攝影師提摩西·H·奧沙利文（Timothy H. O'Sullivan）使用車輛所改裝的暗房。從最初的研發，到印刷的建立，暗房程序允許在過程中獲得完全的控制。
21世紀起，数码摄影盛行，暗房的熱門程度有下降的趨勢，但在大學校園裡仍普遍存在很多設有暗房的專業攝影工作室。

## 相關
- 摄影
- 放大機
- 底片
- 相紙

## 外部連結
- Instructions for Setting Up A Darkroom in Your Home （页面存档备份，存于）
- Black and white darkroom resource center （页面存档备份，存于）
- Darkroom safety （页面存档备份，存于）
- Darkroom Discussion
- A collection of chemical recipes for the darkroom